# Карађорђева касарна
Карађорђева касарна у Тополи је назив за спратну грађевину, зидану каменом и покривеном ћерамидом. Обнављајући као владар тополски град, Карађорђев син кнез Александар је, по свој прилици, само обновио или из темеља поново подигао касарну која је ту била за Карађорђеве владавине.
Као седиште Врховног вожда, Карађорђа Петровића, Топола је у Првом српском устанку била и средоточно место највише војне команде. У њој је била и главна војна резерва оружја, муниције и барута, а уз сталну војну посаду и искусне официре који су обучавали војску, као и добровољце који су ту пристизали из свих крајева Србије, увек је било војске на окупу. Нема података о томе где се налазила Карађорђева касарна, али је врло разложно претпоставити да се она налазила управо на месту на којем се данас налази у непосредној близини Карађорђевог града.
Дуж целе источне стране зграде постављен је спратни трем на седам дрвених стубова. Горњи трем, као прави оријентални доксат, омогућује изванредан поглед на Карађорђев град и Опленац. У приземљу је била коњушница, а на спрату изнад ње пространа сала за кавалеристе. У мањим одајама у северозападном крилу касарне су били амурлук (просторија за смештај коњске опреме), соба за коњушара, остава, кујна и собе за старешине.
Од Тополске буне 1877. године, када је била изложена лицитационој продаји, Карађорђева касарна је променила више власника и имала различите употребне намене. Сада је стављена под заштиту и служи за културно-уметничку делатност омладине и аматера у Тополи и културне програме (књижевне вечери, поетске рецитале, гусларске приредбе).